# واشنطن إيرفينج
واشنطن إيرفينغ (بالإنجليزية: Washington Irving)‏ (3 أبريل 1783 - 28 نوفمبر 1859) مؤلف وكاتب مقالات وكاتب سير ومؤرخ ودبلوماسي أمريكي برز في النصف الأول من القرن التاسع عشر. من أشهر قصصه القصيرة «ريب فان وينكل» (1819) و«أسطورة سليبي هولو» (1820)، اللتين نُشرتا في كتابه «دفاتر جيفري كرايون». من مؤلفاته التاريخية سير جورج واشنطن وأوليفر غولدسميث والنبي محمد. عالج عدة فترات من القرن 15 في إسبانيا التي تتناول مواضيع مثل كريستوفر كولومبس والأندلس وقصر الحمراء وسقوط غرناطة. عمل إيرفينغ سفيرًا للولايات المتحدة الأمريكية في إسبانيا بين عامي 1842 و 1846.
كان أول ظهور أدبي له في عام 1802 حيث كتب رسائل ملاحظة تحت اسم مستعار جونثان أولدستايل وعند انتقاله لإنجلترا في عام 1815 نال شهرة واسعة بعد إصداره دفاتر جيفري كرايون. ظل واشنطن ينشر بصورة نظامي وبنجاح منقطع النظير في أثناء حياته، أكمل قبل وفاته كتبت ثمانية مجلدات وكان عمره حيئذ 76.
حاز المؤلفان الأمريكيان واشنطن إيرفينج وجيمس فينيمور كوبر على قصب السبق في أوروبا، كما بث واشنطن روح الحماسة والتشجيع في ناثانيال هاوثورن، هرمان ملفيل، هنري وادزورث لونغفيلو، وإدغار آلان بو. كان شديد الإعجاب بالمؤلفين الأوربيين والتر سكوت وجورج غوردون بايرون، والشاعر توماس كمبل، وفرنسيس جيفري، وتشارلز ديكنز.

## روابط خارجية
- واشنطن إيرفينج على موقع IMDb (الإنجليزية)
- واشنطن إيرفينج على موقع الموسوعة البريطانية (الإنجليزية)
- واشنطن إيرفينج على موقع ميوزك برينز (الإنجليزية)
- واشنطن إيرفينج على موقع قاعدة بيانات برودواي على الإنترنت (الإنجليزية)
- واشنطن إيرفينج على موقع إن إن دي بي (الإنجليزية)
- واشنطن إيرفينج على موقع ديسكوغز (الإنجليزية)
- واشنطن إيرفينج على موقع قاعدة بيانات الفيلم (الإنجليزية)